# Alec Mudimu
Alec Takunda Mudimu (Harare, 8 aprile 1995) è un calciatore zimbabwese, centrocampista svincolato della nazionale zimbabwese.

## Carriera

### Club
Ha giocato nella prima divisione gallese, in quella moldava ed in quella georgiana. Con i Cefn Druids ha anche giocato 2 partite nei turni preliminari di Europa League.

### Nazionale
Ha esordito in nazionale nel 2018; ha partecipato alla Coppa d'Africa nel 2019 e nel 2021.